# Arthur George Perkin

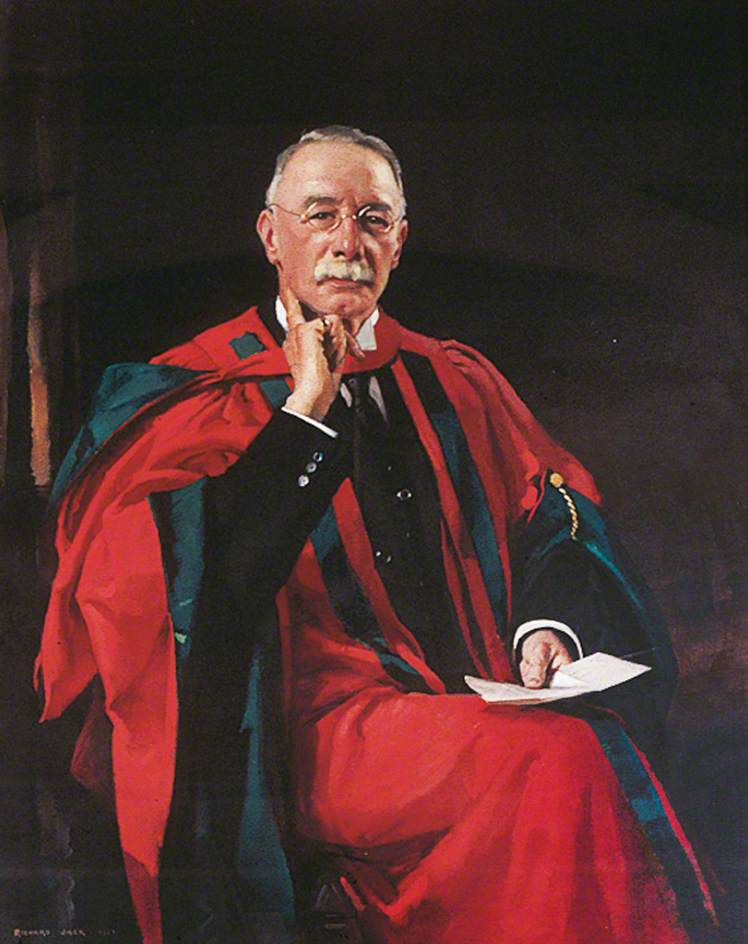
Arthur George Perkin

Arthur George Perkin (* 13. Dezember 1861 in Sudbury bei London; † 30. Mai 1937 in Leeds) war ein britischer Chemiker.
Er war der Sohn von William Henry Perkin und experimentierte schon als Jugendlicher in dessen Privatlabor. Er studierte ab 1878 Chemie am Royal College of Chemistry in London, ab 1880 am Anderson´s College in Glasgow (jetzt University of Strathclyde) und 1881 in der Abteilung Farbstoffe des Yorkshire College in Leeds (der späteren University of Leeds). Ab 1882 arbeitete er in der Farbstofffirma Hardmann & Holden in Manchester, die er ab 1888 leitete. 1892 ging er als Lecturer und Forschungschemiker für Farbstoffe ans Yorkshire College und wurde dort 1916 Professor. 1926 wurde er emeritiert, blieb aber wissenschaftlich aktiv.
Er war an der Isolierung und Aufklärung der Struktur vieler natürlicher Farbstoffe beteiligt wie Quercetin, Luteolin, Apigenin, Morin, Catechin, Gossypetin, Myricetin. 1905 bis 1907 arbeitete er über Indican und andere Indigo-Farbstoffe.
1924 erhielt er die Davy-Medaille. 1893 wurde er Fellow der Royal Society of Edinburgh und 1903 der Royal Society of London.
Sein Bruder William Henry Perkin junior war auch Chemieprofessor.

## Schriften
- mit Arthur Ernest Everest: Natural organic colouring matters. 1918 (Digitalisat).